# Olympische Sommerspiele 1900/Teilnehmer (Ungarn)
| Silbermedaillen | Bronzemedaillen | 3. |
| --------------- | --------------- | -- |
| 1               | 2               | 2  |

Ungarn nahm an den Olympischen Sommerspielen 1900 in Paris, Frankreich, mit einer Delegation von 17 Sportlern teil.

## Medaillengewinner

### Olympiasieger
| Name         | Sportart       | Wettkampf  |
| ------------ | -------------- | ---------- |
| Rudolf Bauer | Leichtathletik | Diskuswurf |

### Zweiter
| Name              | Sportart  | Wettkampf                   |
| ----------------- | --------- | --------------------------- |
| Zoltán von Halmay | Schwimmen | 200 und 4000 Meter Freistil |

### Dritter
| Name              | Sportart       | Wettkampf           |
| ----------------- | -------------- | ------------------- |
| Lajos Gönczy      | Leichtathletik | Hochsprung          |
| Zoltán von Halmay | Schwimmen      | 1000 Meter Freistil |

## Teilnehmer nach Sportarten

### Fechten
- Márton Endrédi
Florett für Fechtmeister: 1. Runde
Degen für Fechtmeister: Vorrunde
Säbel für Fechtmeister: Vorrunde

- Amon von Gregurich
Säbel für Amateure: 4. Platz

- Gyula Iványi
Säbel für Amateure: 5. Platz

- Todoresku
Säbel für Amateure: Halbfinale

- Hugó Hoch
Säbel für Amateure: Halbfinale

### Leichtathletik
- Pál Koppán
60 Meter: Vorläufe
100 Meter: Vorläufe
400 Meter: Vorläufe
Dreisprung: ??
Standdreisprung: ??

- Ernő Schubert
60 Meter: Vorläufe
100 Meter: Vorläufe
200 Meter: Vorläufe
Weitsprung: 9. Platz

- Zoltán Speidl
400 Meter: Vorläufe
800 Meter: 5. Platz
200 Meter Hürden: Vorläufe

- Lajos Gönczy
Hochsprung: 3. Platz

- Jakab Kauser
Stabhochsprung: 4. Platz

- Gyula Strausz
Weitsprung: 10. Platz
Diskuswurf: 13. Platz

- Rezső Crettier
Kugelstoßen: 4. Platz
Diskuswurf: 5. Platz

- Artúr Coray
Kugelstoßen: 7. Platz
Diskuswurf: 11. Platz

- Rudolf Bauer
Diskuswurf: Olympiasieger

### Schwimmen
- Zoltán von Halmay
200 Meter Freistil: Zweiter 
1000 Meter Freistil: 3. Platz
4000 Meter Freistil: Zweiter

### Turnen
- Gyula Kakas
Einzelmehrkampf: 88. Platz

- Gyula Katona
Einzelmehrkampf: ??